# Castelo de Ruthin

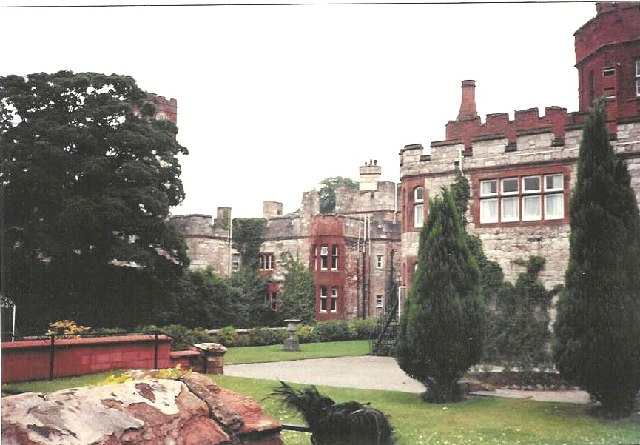
Castelo de Ruthin, País de Gales.

O Castelo de Ruthin (em língua inglesa: Ruthin Castle) é um castelo localizado em Ruthin, Denbighshire, País de Gales. 
Encontra-se classificado no grau "I" do "listed building" desde 24 de outubro de 1950.